# Birkenhauer Island
Birkenhauer Island ist eine größtenteils eisfreie Insel im Archipel der Windmill-Inseln vor der Küste des ostantarktischen Wilkeslands. Sie liegt südlich von Boffa Island vor der Westseite der Browning-Halbinsel.
Die Insel wurde anhand von Luftaufnahmen der US-amerikanischen Operation Highjump (1946–1947) und der Operation Windmill (1947–1948) erstmals kartiert. Das Advisory Committee on Antarctic Names benannte sie nach dem US-amerikanischen Seismologen Henry F. Birkenhauer (1914–2003), der 1958 auf der Wilkes-Station tätig war.